# Saîf-Eddine Khaoui
Saîf-Eddine Khaoui (París, 27 de abril de 1995) es un futbolista franco-tunecino. Juega en la posición de centrocampista y desde 2025 milita en el Red Star F. C. Es internacional con la selección tunecina.

## Trayectoria

### Clubes
Khaoui nació en París el 27 de abril de 1995 y se formó en las categorías inferiores del Tours F. C. de la segunda división francesa. Debutó con el equipo el 14 de febrero de 2014 en un partido contra el F. C. Istres y el 13 de febrero de 2015 le marcó su primer gol al Arles-Avignon. En total, anotó cuatro tantos  en 39 encuentros de liga. En 2016, se unió al Olympique de Marsella, que pagó por su pase una cifra discutida. En la temporada 2017-18, fue transferido en calidad de cedido al Troyes A. C., donde anotó cinco goles en 32 partidos, de los que comenzó veintiuno en el esquema titular. En agosto de 2018 se marchó al S. M. Caen en un préstamo sin opción de compra.

### Selección nacional
El 4 de junio de 2018, el entrenador de la selección tunecina Nabil Maaloul incluyó a Khaoui en su lista de veintitrés jugadores que viajarían a Rusia para disputar la Copa Mundial de Fútbol. En la competición, el seleccionado de Túnez integró el grupo G junto a las selecciones de Bélgica, Inglaterra y Panamá. Khaoui jugó de titular el encuentro ante los belgas, que los tunecinos perdieron por 5:2. Su selección no logró pasar de la fase de grupos.

#### Participaciones en Copas del Mundo
| Mundial                        | Sede  | Resultado      |
| ------------------------------ | ----- | -------------- |
| Copa Mundial de Fútbol de 2018 | Rusia | Fase de grupos |

## Estadísticas

### Clubes
La siguiente tabla detalla los encuentros disputados y los goles marcados por Khaoui en los clubes en los que ha militado.
| Tours F. C. Francia                                                                                            |                     |     |    |   |    |   |   |   |   |    |     |    |   |
| 2013-14 | 10                  | 0   | 0  | 0 | 0  | 0 | 0 | 0 | 0 | 10 | 0   | 0  |   |
| 2014-15 | 2                   | 1   | 0  | 1 | 0  | 0 | 0 | 0 | 0 | 3  | 1   | 0  |   |
| 2015-16 | 27                  | 3   | 4  | 5 | 0  | 0 | 0 | 0 | 0 | 32 | 3   | 4  |   |
| Total | 39                  | 4   | 4  | 6 | 0  | 0 | 0 | 0 | 0 | 45 | 4   | 4  |   |
| Olympique de Marsella Francia                                                                                  |                     |     |    |   |    |   |   |   |   |    |     |    |   |
| 2016-17 | 9                   | 0   | 0  | 1 | 0  | 1 | 0 | 0 | 0 | 10 | 0   | 1  |   |
| 2019-20 | 7                   | 0   | 0  | 4 | 0  | 0 | 0 | 0 | 0 | 11 | 0   | 0  |   |
| 2020-21 | 14                  | 2   | 1  | 0 | 0  | 0 | 0 | 0 | 0 | 13 | 2   | 1  |   |
| Total | 30                  | 2   | 1  | 5 | 0  | 1 | 0 | 0 | 0 | 34 | 2   | 2  |   |
| Troyes A. C. Francia                                                                                           |                     |     |    |   |    |   |   |   |   |    |     |    |   |
| 2017-18 | 32                  | 5   | 2  | 3 | 0  | 0 | 0 | 0 | 0 | 35 | 5   | 2  |   |
| Total | 32                  | 5   | 2  | 3 | 0  | 0 | 0 | 0 | 0 | 35 | 5   | 2  |   |
| S. M. Caen Francia                                                                                             |                     |     |    |   |    |   |   |   |   |    |     |    |   |
| 2018-19 | 25                  | 3   | 1  | 4 | 3  | 0 | 0 | 0 | 0 | 29 | 6   | 1  |   |
| Total | 25                  | 3   | 1  | 4 | 3  | 0 | 0 | 0 | 0 | 29 | 6   | 1  |   |
| Total en su carrera                                                                                            | Total en su carrera | 126 | 14 | 8 | 18 | 3 | 1 | 0 | 0 | 0  | 143 | 17 | 9 |
| (1) Incluye datos de Copa de la Liga de Francia y Copa de Francia. (2) No incluye goles en partidos amistosos. |                     |     |    |   |    |   |   |   |   |    |     |    |   |

### Selección nacional
| \| Fecha \| Local \| Resultado \| Visitante \| Competencia \| Goles \| Ref. \| \| ----------------------- \| -------- \| --------- \| ---------- \| -------------------------------- \| ----- \| ---- \| \| 23-03-2018 \| Túnez \| 1:0 \| Irán \| Amistoso \| 0 \| [12] \| \| 27-03-2018 \| Túnez \| 1:0 \| Costa Rica \| Amistoso \| 0 \| [13] \| \| 28-05-2018 \| Portugal \| 2:2 \| Túnez \| Amistoso \| 0 \| [14] \| \| 01-06-2018 \| Turquía \| 2:2 \| Túnez \| Amistoso \| 0 \| [15] \| \| 09-06-2018 \| España \| 1:0 \| Túnez \| Amistoso \| 0 \| [16] \| \| 23-06-2018 \| Bélgica \| 5:2 \| Túnez \| Copa Mundial de Fútbol de 2018 \| 0 \| [17] \| \| 13-10-2018 \| Túnez \| 1:0 \| Níger \| Clasificación Copa Africana 2019 \| 0 \| [18] \| \| 16-11-2018 \| Egipto \| 3:2 \| Túnez \| Clasificación Copa Africana 2019 \| 0 \| [19] \| \| 20 de noviembre de 2018 \| Túnez \| 0:1 \| Marruecos \| Amistoso \| 0 \| [20] \| \| Total \| Partidos \| 9 \| \| Goles \| 0 \| \| |          |           |            |                                  |       |        |
| Fecha | Local    | Resultado | Visitante  | Competencia                      | Goles | Ref.   |
| 23-03-2018 | Túnez    | 1:0       | Irán       | Amistoso                         | 0     | [ 12 ] |
| 27-03-2018 | Túnez    | 1:0       | Costa Rica | Amistoso                         | 0     | [ 13 ] |
| 28-05-2018 | Portugal | 2:2       | Túnez      | Amistoso                         | 0     | [ 14 ] |
| 01-06-2018 | Turquía  | 2:2       | Túnez      | Amistoso                         | 0     | [ 15 ] |
| 09-06-2018 | España   | 1:0       | Túnez      | Amistoso                         | 0     | [ 16 ] |
| 23-06-2018 | Bélgica  | 5:2       | Túnez      | Copa Mundial de Fútbol de 2018   | 0     | [ 17 ] |
| 13-10-2018 | Túnez    | 1:0       | Níger      | Clasificación Copa Africana 2019 | 0     | [ 18 ] |
| 16-11-2018 | Egipto   | 3:2       | Túnez      | Clasificación Copa Africana 2019 | 0     | [ 19 ] |
| 20 de noviembre de 2018 | Túnez    | 0:1       | Marruecos  | Amistoso                         | 0     | [ 20 ] |
| Total | Partidos | 9         |            | Goles                            | 0     |        |

### Resumen estadístico
| Competición           | Partidos | Goles |
| --------------------- | -------- | ----- |
| Liga                  | 126      | 14    |
| Copas nacionales      | 18       | 3     |
| Copas internacionales | 0        | 0     |
| Selección de Túnez    | 9        | 0     |
| Total                 | 153      | 17    |